# Phú Kiên
Phú Kiên có tên đầy đủ Nguyễn Phú Kiên, là nam diễn viên, đạo diễn chèo và diễn viên truyền hình người Việt Nam. Ông được biết đến với vai Lưu Bình trong vở chèo cổ Lưu Bình - Dương Lễ. Ông hiện là Trưởng đoàn Nghệ thuật truyền thống, Nhà hát Chèo Việt Nam.

## Tiểu sử
Nguyễn Phú Kiên sinh năm 1969 tại quê mẹ xã Lạc Đạo huyện Văn Lâm, tỉnh Hưng Yên. Bố ông là Nguyễn Duy Đính và em gái là Nguyễn Thị An Chinh đều là nghệ sĩ chèo. Năm 4 tuổi, ông cùng gia đình chuyển đến Hà Nội.
Năm 1985, ông và An Chinh cùng tham gia thi tuyển lớp diễn viên và nhạc công khóa 5 của Nhà hát Chèo Việt Nam và cùng đạt kết quả rất cao. Năm 1990, khi mới vào biên chế Nhà hát ông đã giành Huy chương Bạc với một vai hề trong vở Từ Thức tại Hội diễn Sân khấu Chèo chuyên nghiệp toàn quốc tổ chức tại Thái Bình. Năm 2001, ông có vai diễn phim truyền hình đầu tiên cùng em gái với vai Cần trong phim Mùa lá rụng.
Năm 2007, Phú Kiên được Nhà nước Việt Nam phong tặng danh hiệu Nghệ sĩ ưu tú.

## Vai diễn

### Chèo
- Ánh sao khuê - vai Nguyễn Trãi
- Lưu Bình - Dương Lễ - vai Lưu Bình
- Những vần thơ thép - vai Hồ Chí Minh
- Quan Âm Thị Kính - vai Thiện Sĩ
- Khoảnh khắc đời người (dàn dựng)
- Giấc mộng vàng (dàn dựng)

### Truyền hình
| Năm  | Tựa đề                      | Hình thức            | Vai diễn                                 | Đạo diễn                                         | Chú thích |
| ---- | --------------------------- | -------------------- | ---------------------------------------- | ------------------------------------------------ | --------- |
|      | Kết thúc là sự khởi đầu     |                      |                                          |                                                  |           |
| 2001 | Mùa lá rụng                 | Dài tập              | Cần                                      | Trần Quốc Trọng                                  |           |
| 2001 | Chúng tôi ngày ấy           | Điện ảnh truyền hình |                                          | Tuệ Minh                                         |           |
| 2002 | Đợi                         | Điện ảnh truyền hình |                                          | Vũ Đình Thân                                     |           |
| 2007 | Luật đời                    | Dài tập              | Việt                                     | Mai Hồng Phong và Hoàng Nhung                    |           |
| 2007 | Phóng viên thử việc         | Dài tập              |                                          | Trần Quốc Trọng                                  |           |
| 2009 | Ngõ lỗ thủng                | Dài tập              | Xoay                                     | Trần Quốc Trọng                                  |           |
| 2013 | Tình yêu không hẹn trước    | Dài tập              | Luật sư Kim                              | Trọng Trinh và Bùi Tiến Huy                      |           |
| 2019 | Sinh tử                     | Dài tập              | Nguyễn Mạnh Cường                        | Nguyễn Khải Hưng và Nguyễn Mai Hiền              |           |
| 2020 | Tình yêu và tham vọng       | Dài tập              | Ông Dân                                  | Bùi Tiến Huy                                     |           |
| 2022 | Đấu trí                     | Dài tập              | Vũ Văn Vệ                                | Nguyễn Danh Dũng, Bùi Quốc Việt, Nguyễn Đức Hiếu |           |
| 2023 | Cuộc chiến không giới tuyến | Dài tập              | Đại tá Nguyễn Đức An                     | Nguyễn Danh Dũng                                 |           |
| 2024 | Những nẻo đường gần xa      | Dài tập              | Bố Hùng                                  | Nguyễn Mai Hiền                                  |           |
| 2024 | Không thời gian             | Dài tập              | Thiếu tướng Lê Nam                       | Nguyễn Danh Dũng, Nguyễn Đức Hiếu                |           |
| 2024 | Vui lên nào! Anh em ơi      | Dài tập              | Ông Khánh                                | Vũ Minh Trí                                      |           |
| 2024 | Cảnh sát hình sự: Độc đạo   | Dài tập              | Đại tá Khoa                              | Phạm Gia Phương, Trần Trọng Khôi                 |           |
| 2024 | Hoa sữa về trong gió        | Dài tập              | Ông Hoàng                                | Bùi Tiến Huy                                     |           |
| 2025 | Lằn ranh                    | Dài tập              | Phó giám đốc Công an tỉnh Phạm Văn Quýnh | Nguyễn Mai Hiền                                  |           |

## Giải thưởng
| Năm  | Giải thưởng                                     | Tác phẩm           | Kết quả         | Chú thích |
| ---- | ----------------------------------------------- | ------------------ | --------------- | --------- |
| 1990 | Hội diễn Sân khấu Chèo chuyên nghiệp toàn quốc  | Từ Thức            | Huy chương Bạc  | [ 1 ]     |
| 1993 |                                                 |                    | Huy chương Bạc  | [ 4 ]     |
| 2000 |                                                 |                    | Huy chương Bạc  | [ 4 ]     |
| 2005 | Liên hoan Sân khấu Chèo chuyên nghiệp toàn quốc | Những vần thơ thép | Huy chương Vàng | [ 1 ]     |